# Zola Taylor
Pour les articles homonymes, voir Zola (homonymie) et Taylor.
Zoletta Lynn Taylor, dite Zola Taylor, née le 17 mars 1938 à Los Angeles et morte le 30 avril 2007 dans la même ville, est une chanteuse américaine.   
Elle est la première membre féminine du groupe The Platters de 1954 à 1962, période pendant laquelle le groupe a produit la plupart de ses singles populaires. À partir de 1962, elle est remplacée par la chanteuse Barbara Randolph (en).  

## Biographie

### Jeunesse et débuts
Zola Taylor naît le 17 mars 1938 à Los Angeles (Californie). Elle commence sa carrière de chanteuse avec le titre « Make Love to Me » pour le label RPM en 1954. Cette même année elle rejoint le groupe 100% féminin Shirley Gunter & the Queens (en) et enregistre avec lui plusieurs singles pour le compte du label Flair.

### Carrière
Zola Taylor est ensuite repérée par Samuel "Buck" Ram, parolier, entrepreneur musical et manager des Platters. C'est lui qui a l'idée d'ajouter une voix féminine au groupe pour qu'il se différencie de ses nombreux concurrents composés de 4 voix masculines. Les Platters deviennent alors le premier groupe composé d'Afro-américains avec une membre féminine. On appelle désormais souvent le groupe « The Four Platters and a Dish », « The Dish » étant son surnom.  C'est avec l'ajout de sa voix contralto que le groupe commence à connaître le succès, avec des titres comme « Only You » en 1955 et « The Great Pretender » en 1956.
On attribue à son physique et ses choix de robes le succès du groupe à Hollywood puisqu'il se produit dans plusieurs films, ainsi que leur succès auprès d'un public blanc. Zola Taylor apparaît notamment avec les Platters dans le premier film consacré au rock'n'roll, Rock Around the Clock.
Zola Taylor quitte le groupe en 1962 alors que les membres originaux du groupe le quittent aussi et elle est remplacée par Barbara Randolph. Elle attribue son départ à la montée en puissance de la musique pop, encouragée par le succès des Beatles. Cependant, ce départ intervient à la suite d'un scandale impliquant les membres masculins du groupe dans une affaire de mœurs en 1959. Dans les années 1980, alors que de nombreux autres groupes appelés The Platters se produisent aux États-Unis, Zola Taylor compose brièvement un nouveau groupe du même nom.

### Fin de vie
Selon son neveu, Zola Taylor continue à se produire avec d'autres groupes moins connus jusqu'en 1996,.
Zola Taylor meurt à Riverside, en Californie à l'âge de 69 ans, des suites d'une pneumonie, à la suite d'une série d'accidents vasculaires cérébraux.

## Vie privée
Taylor est la deuxième des trois épouses de Frankie Lymon. Dans les années 1990, un litige oppose les trois femmes de Frankie Lymon pour savoir laquelle hériterait des droits à redevance liés à sa musique après son décès. Zola Taylor témoigne avoir connu Frankie Lymon alors qu'elle n'avait que 14 ans et affirme l'avoir épousé au Mexique, mais ne produit pas de certificat de mariage, ni de preuve. En première instance, à Philadelphie, la cour donne raison à Elizabeth Waters reconnue comme première épouse de Fankie Lymon. Cependant, Emira Eagle, sa troisième épouse, fait appel et remporte alors la reconnaissance d'épouse de plein droit de Frankie Lymon. 
Zola Taylor est inhumée au Forest Lawn Memorial Park (Glendale). 

## Reconnaissance
En 1990, Zola Taylor est admise au musée du Rock and Roll Hall of Fame en tant que membre des Platters,.
Zola Taylor est interprétée par Halle Berry dans le film de 1998 Why Do Fools Fall in Love.